# Starry Sky
Starry☆Sky, conocido como Sta☆Ska (スタ☆スカ Suta☆Suka?) en Japón, es un videojuego de simulación de citas otome desarrollado por HoneyBee en 2009. Está separado en cuatro partes, las cuales transcurren cada una en una estación diferente del año, y que contiene tres chicos en cada entrega, haciendo un total de doce. Fue bien recibido en Japón por lo que se adaptó al animé.

## Argumento
Tsukiko Yahisa es la única mujer de la Academia Seigatsu, una escuela que antes era exclusivamente de chicos. Ella es compañera de clase de sus amigos de la infancia, Kanata Nanami y Suzuya Tohzuki, quienes la ayudan y apoyan constantemente. A lo largo de los juegos, se hace amiga de varios otros hombres cuyas personalidades están basadas en los signos del zodiaco.
En el primer juego, Starry☆Sky~in Spring~, no mucho después de que Tsukiko Yahisa (la protagonista) fuera transferida a la Academia Seigatsu, llega un chico mitad francés llamado Yoh Tomoe, quien comienza acercarse a ella. Esto provoca que las emociones de Kanata y Suzuya despierten, ya que han estado enamorados de Tsukiko desde siempre.
En el segundo juego, Starry☆Sky~in Summer~, Tsukiko se une al club de tiro con arco de la escuela. Ella practica para la competencia de verano y, al mismo tiempo, resuelve los problemas entre sus compañeros de equipo (Homare Kanakubo, Ryunosuke Miyaji, y Azusa Kinose).
En el tercer juego, Starry☆Sky~in Autumn~, Tsukiko se involucra con tres profesores de su escuela: Iku Mizushima, Naoshi Haruki, and Kotarou Hoshizuki.
El último juego, Starry☆Sky~in Winter~, observamos la participación de Tsukiko como secretaria en el consejo estudiantil, el cual incluye a Tsubasa Amaha, Kazuki Shiranui, y Hayato Aozora.

## Personajes

### Tsukiko Yahisa
Tsukiko Yahisa (夜久　月子 (ヤヒサ ツキコ)  Yahisa Tsukiko?)tiene 16 años
Tsukiko es la heroína de todos los juegos de Starry☆Sky, aunque su nombre puede ser cambiado por el jugador. Es la primera estudiante mujer de la Academia Seigatsu y cursa segundo año. Parece ser algo olvidadiza. Tsukiko puede llegar a ser algo distraída e ingenua en varias ocasiones, aunque también puede asociarselo al hecho de ser muy inocente y no poder leer bien las situaciones amorosas o cuando sus compañeros se muestran celosos. Según varios de los chicos su té es horrible pero aun así lo beben y les gusta que ella lo prepare. Tsukiko demuestra una gran determinación y una sonrisa todo el tiempo, razón por la cual ha conquistado e influenciado a sus compañeros inconscientemente.

### Spring / Primavera
Yoh Tomoe (土萌　羊 Tomoe Yō?)
Yoh representa al signo Capricornio. Su nombre en francés es Henri Samuel Jean Aimeé. Por ser medio francés, se burlaban de él cuando era niño. Conoció a Tsukiko cuando era niño, y por ser la única que no se burlaba de él, se enamoró de ella. En su nuevo liceo no le interesa nada más que estar con Tsukiko . Esta en segundo año. Nació el 12 de enero. Su seiyuu es Midorikawa Hikaru.
Kanata Nanami (七海　哉太 Nanami Kanata?)
Kanata representa al signo Piscis. Ha sido amigo de Tsukiko desde la infancia y ha desarrollado sentimientos por ella. Kanata sufre de una enfermedad terminal que lo deja en un estado letárgico, razón por la cual a menudo se salta las clases y se desmaya sin razón. Sin embargo, se niega a buscar ayuda médica y, a menudo se mete en peleas escolares que empeoran su salud para proteger a Tsukiko. Se lleva bien con Kazuki el cual le enseñó a defenderse en las peleas y defender a los que quiere a su gente. Esta en segundo año. Nació el 18 de marzo. Su seiyuu es Tomokazu Sugita.
Suzuya Tohzuki (東月　錫也 Tōzuki Suzuya?)
Suzuya representa al signo Cancer. Es amigo de Tsukiko y Kanata desde la infancia y hace como madre. Él es muy bueno cocinando y a menudo utiliza la cocina de la escuela para preparar comida para sus amigos. Suzuya también está enamorado de Tsukiko, sino porque sabe que Kanata también la ama, se contuvo. No se lleva muy bien con Kazuki. Esta en segundo año. Nació el 1 de julio. Su seiyuu es Ono Daisuke.

### Summer / Verano
Homare Kanakubo (金久保　誉 Kanakubo Homare?)
Homare representa al signo Tauro. Él es el capitán del club de tiro con arco. Él es abiertamente amistoso y con frecuencia soluciona discusiones entre Ryunosuke y Azusa, pero es propenso a sentirse presionado por el éxito del club de tiro con arco. Esta tercer año. Nació el 14 de mayo. Su seiyuu es Hoshi Soichiro.
Ryunosuke Miyaji (宮地　龍之介 Miyaji Ryūnosuke?)
Ryunosuke representa al signo Escorpio  Él es el subcapitán del club de tiro con arco. Él parece ser serio y tranquilo, pero esconde una inclinación por los dulces. Ryunosuke se ha mantenido atento a Tsukiko desde que vio por primera vez. con el tiempo se enamora de ella, esto se confirma en el capítulo 22, cuando el le repite que son rivales y quedaron en un empate ya que el afirma que el no perdió pero ella tampoco, cerrando este capítulo narrando que su rivalidad en poco tiempo se convertiría en amor. Está en segundo año. Nació el 3 de noviembre. Su seiyuu es Kamija Hiroshi.
Azusa Kinose (木ノ瀬　梓 Kinose Azusa?)
Azusa representa al signo Sagitario. A pesar de que es un recién llegado al club de tiro con arco, conocía a Tsukiko desde antes y lo inspiró a ser mejor en eso. Él es arrogante y seguro de sí mismo, al poder triunfar en cualquier deporte que intentaba él se declaró como un genio natural, aunque en realidad es la inseguridad de sus habilidades, ya que no puede poner su corazón en cualquier cosa. Azusa a menudo coquetea con Tsukiko y sus acciones hacen molestar mucho a Ryunosuke. Es amigo de la infancia de Amaha Tsubasa. Esta en primer año. Nació el 20 de diciembre. Su seiyuu es Fukuyama Jun.

### Autumn / Otoño
Iku Mizushima (水嶋　郁 Mizushima Iku?)
Iku representa al signo Géminis. Es el profesor y amigo del enfermero de la escuela, Kotarou, desde que eran niños. Iku y su hermana gemela Yui nacieron con mala salud, y Yui murió mientras estaban en la escuela secundaria. Anteriormente fue el cantante de una banda, pero destruyó su voz por sobrecarga de trabajo debido al dolor de la muerte de su hermana. Los miembros de la banda lo estaban utilizando para ganar dinero y lo despidieron cuando ya no podía cantar. Iku perdió la confianza en todo el mundo, pero Tsukiko le ayudó a recuperarla. Nació el 9 de junio. Su seiyuu es Yusa Kouji.
Naoshi Haruki (陽日　直獅 Haruki Naoshi?)
Naoshi representa al signo Leo. Él es el profesor del salón de Tsukiko y el asesor del club de tiro con arco. Él es enérgico y disfruta de la "juventud" de la escuela secundaria, ya que él pasó la escuela secundaria sobre todo estudiando, y por eso, muchos estudiantes no pueden tomarlo en serio y, a menudo juegan bromas a él. Nació el 11 de agosto. Su seiyuu es Kishio Daisuke.
Kotarou Hoshizuki (星月　琥太郎 Hoshizuki Kotarō?)
Kotarou representa al signo Libra. Él es el enfermero de la escuela quien tenía ambiciones para convertirse en médico. La hermana de Iku, Yui, sentía algo por él, pero después de su muerte Kotarou se culpaba por no ser capaz de salvarla. Su padre es el director de la escuela, pero después de la jubilación de su padre, la posición se la dio a la hermana de Kotarou, Koharu. Sin embargo, terminó la obtención de la posición debido a que Koharu quiso trabajar en el extranjero. Nació el 13 de octubre. Su seiyuu es Ishida Akira.

### Winter / Invierno
Tsubasa Amaha (天羽　翼 Amaha Tsubasa?)
Tsubasa representa al signo Acuario. Él es un funcionario del consejo estudiantil. A menudo ilumina el ambiente en el consejo estudiantil. Sin embargo, es emocionalmente inestable. A una edad muy joven fue abandonado por sus padres que se divorciaron. Él fue recogido por sus abuelos por parte de su madre. Cuando Tsubasa era joven, pasó mucho tiempo con su abuelo que a menudo hacían invenciones juntos. Incluso ahora, Tsubasa todavía le gusta inventar cosas. El último deseo de su abuelo, que le hizo prometer a Tsubasa, es el cuidar de su abuela. La abuela de Tsubasa lo envió al colegio, y desde entonces a Tsubasa le gusta estar solo. Él piensa que estar solo es mejor que estar con la gente porque tiene miedo de perder las cosas que son importantes para él. Esta en primer año. Conoció a Azusa cuando eran niños, y se convirtió en una persona importante para él porque Azusa era el único que decía que era único. Nació el 3 de febrero. Su seiyuu es Suzumura Ken'ichi.
Kazuki Shiranui (不知火　一樹 Shiranui Kazuki?)
Kazuki representa al signo Aries. Tiene el poder de ver el futuro. Sus padres murieron en un accidente cuando él era pequeño. Él es el presidente del consejo estudiantil. Repitió un año ya que evitó que Ooshirou tuviera un accidente, lastimándose él y por la recuperación no pudo terminar el año escolar. Le enseñó a Kanata Nanami a defenderse en las peleas. Está en tercer año. Es arrogante y presumido por ser el presidente estudiantil. Tsubasa le dice Nuinui. siente algo por tsukiko ya que cuando eran pequeños ella rescató su corazón de la infelicidad y le ayudó a volver a sonreír, eran amigos de la infancia pero tuvo que separarse de ella porque según el lastimaba a todo el que se le acercara, prometiéndole que la iba a proteger y cuando se reencontraran fingiría como si fuera la primera vez que la conociera. Nació el 19 de abril. Su seiyuu es Nakamura Yuu'ichi.
Hayato Aozora (青空　颯斗 Aozora Hayato?)
Hayato representa al signo Virgo. Él es el vicepresidente del consejo estudiantil. Está en segundo año y además toca el piano. Durante la Navidad, se dice que odia la Navidad y no cree en santa o regalos ni nada de eso. Su gran complejo es que él quiere ser reconocido por su familia que no le hizo caso a tal punto que ni siquiera lo llaman por su nombre. La razón es porque su hermano y hermana mayores son todos los pianistas genio mientras que él nunca fue tan bueno como ellos y por lo tanto era el hijo bastardo de la familia. Tiene tendencias un poco yanderes. Nació el 15 de septiembre. Su seiyuu es Hirakawa Daisuke.

### Personaje especial
Shiki Kagurazaka (神楽坂 四季 Kagurazaka Shiki?)            seiyuu: Mamoru Miyano  
Representa al signo Ofiuco, la constelación número trece. Es el "personaje secreto" de la saga. En el cuarto juego se menciona que posee un poder aún más inusual que el de Kazuki Shiranui. Nació el 5 de diciembre.

### Personajes secundarios
Ooshirou Shirogane (白银 桜 土 郎 Shirogane Oshiro?)
Ooshirou es un conocido de Kazuki y Homare, que lleva una cámara a todas partes, ya que es un periodista del periódico de la escuela. Está en tercer año.